# 杵築市立山香中学校
杵築市立山香中学校（きつきしりつ やまがちゅうがっこう）は、大分県杵築市山香町野原にある公立中学校。

## 概要
2009年（平成21年）4月に、杵築市立山香中学校、杵築市立北部中学校、杵築市立上中学校の3つの中学校を統合し、新たに杵築市立山香中学校が設置された。新設された杵築市立山香中学校の校歌は、杵築市在住のシンガーソングライター南こうせつが作詞・作曲している。

## 沿革
- 2005年10月1日 - 速見郡山香町が杵築市・西国東郡大田村と新設合併し、新たな杵築市となったことに伴い、山香町立山香中学校から杵築市立山香中学校となる。
- 2009年4月1日 - 杵築市立山香中学校、杵築市立北部中学校、杵築市立上中学校の3つの中学校を統合。
  - 杵築市山香町大字野原700番地5の新校舎に、新たに杵築市立山香中学校を設置。
- 2010年4月1日 - 杵築市立大田中学校と統合。

## 交通
- スクールバスを運行している。